# Teresa Maryańska
Teresa Maryańska (Varsovia, 27 de mayo de 1937 - 3 de octubre de 2019) fue una paleontóloga polaca que se especializó en los dinosaurios de Mongolia, particularmente en los paquicefalosaurios y Ankylosauria.
Fue miembro de las expediciones polono-mongolesas de los años 1964, 1965, 1970 y 1971 en el desierto de Gobi, describió numerosos hallazgos, a menudo conjuntamente con Halszka Osmólska.  Entre los dinosaurios que describió se encuentran: Saichania y Tarchia (1977); con Osmólska, Homalocephale, Prenocephale y Tylocephale (y Pachycephalosauria) (1974), Bagaceratops (1975) y Barsboldia (1981); y con Osmόlska y Altangerel Perle, Goyocephale (1982).

## Publicaciones seleccionadas
- T. Maryańska (1970). Remains of armoured dinosaurs from the uppermost Cretaceous in Nemegt Basin, Gobi Desert. Palaeontologia Polonica 21:23-32.
- T. Maryańska (1971). New data on the skull of Pinacosaurus grangeri (Ankylosauria). Palaeontologia Polonica 25:45-53.
- T. Maryańska y H. Osmólska (1974). Pachycephalosauria, a new suborder of ornithischian dinosaurs. Palaeontologia Polonica 30:45-102.
- T. Maryańska y H. Osmólska (1975). Protoceratopsidae (Dinosauria) of Asia. Palaeontologica Polonica 33:133-181.
- T. Maryańska (1977). Ankylosauridae (Dinosauria) from Mongolia. Palaeontologia Polonica 37:85-151.
- T. Maryańska y H. Osmólska (1981). First lambeosaurine dinosaur from the Nemegt Formation, Upper Cretaceous, Mongolia. Acta Palaeontologica Polonica 26(3-1):243-255.
- T. Maryańska y H. Osmólska (1981). Cranial anatomy of Saurolophus angustirostris with comments on the Asian Hadrosauridae (Dinosauria). Palaeontologia Polonica 42:5-24.
- A. Perle, T. Maryańska, y H. Osmólska (1982). Goyocephale lattimorei gen. et sp. n., a new flat-headed pachycephalosaur (Ornithischia, Dinosauria) from the Upper Cretaceous of Mongolia. Acta Palaeontologica Polonica 27(1-4):115-127.
- T. Maryańska y H. Osmólska (1984). Postcranial anatomy of Saurolophus angustirostris with comments on other hadrosaurs. Palaeontologia Polonica 46:119-141.
- T. Maryańska y H. Osmólska (1985). On ornithischian phylogeny. Acta Palaeontologica Polonica 30(3-4):137-149.
- T. Maryańska (1990). Pachycephalosauria. In: D.B. Weishampel, H. Osmólska, and P. Dodson (eds.), The Dinosauria. University of California Press, Berkeley 564-577.
- T. Maryańska (2000). Sauropods from Mongolia and the former Soviet Union. In: M.J. Benton, M.A. Shishkin, D.M. Unwin, and E.N. Kurochkin (eds.), The Age of Dinosaurs in Russia and Mongolia. Cambridge University Press, Cambridge 456-461.
- T. Maryańska, H. Osmólska, y M. Wolsan (2002). Avialan status for Oviraptorosauria. Acta Palaeontologica Polonica 47(1):97-116.
- J.M. Clark, T. Maryańska, y R. Barsbold (2004). Therizinosauroidea. In: D.B. Weishampel, P. Dodson, and H. Osmólska (eds.) The Dinosauria (segunda edición). University of California Press, Berkeley 151-164.
- M.K. Vickaryous, T. Maryańska, y D.B. Weishampel (2004). Ankylosauria. In: D.B. Weishampel, P. Dodson, and H. Osmólska (eds.) The Dinosauria (segunda edición). University of California Press, Berkeley 363-392.